# Cranichideae
Cranichideae je tribus orhideja, dio potporodice Orchidoideae.kolovoza 2022.</ref>

## Podtribusi i rodovi
Tribus Cranichideae Pfeiff.:
1. Subtribus Chloraeinae Pfitzer
  1. Chloraea Lindl. (50 spp.)
  2. Gavilea Poepp. (17 spp.)
  3. Bipinnula Comm. ex Juss. (10 spp.)
2. Subtribus Pterostylidinae Pfitzer
  1. Pterostylis R. Br. (323 spp.)
  2. Achlydosa M. A. Clem. & D. L. Jones (1 sp.)
3. Subtribus Physurinae Lindl. ex Meisn.
  1. Pachyplectron Schltr. (3 spp.)
  2. Microchilus C. Presl (261 spp.)
  3. Erythrodes Blume (26 spp.)
  4. Goodyera R. Br. (93 spp.)
  5. Danhatchia Garay & Christenson (3 spp.)
  6. Gonatostylis Schltr. (2 spp.)
  7. Halleorchis Szlach. & Olszewski (1 sp.)
  8. Platylepis A. Rich. (20 spp.)
  9. Schuitemania Ormerod (1 sp.)
  10. Orchipedum Breda, Kuhl & Hasselt (4 spp.)
  11. Herpysma Lindl. (1 sp.)
  12. Hylophila Lindl. (7 spp.)
  13. Lepidogyne Blume (1 sp.)
  14. Eurycentrum Schltr. (4 spp.)
  15. Cystorchis Blume (19 spp.)
  16. Ludisia A. Rich. (2 spp.)
  17. Dossinia C. Morren (1 sp.)
  18. Macodes (Blume) Lindl. (12 spp.)
  19. Papuaea Schltr. (1 sp.)
  20. Chamaegastrodia Makino & F. Maek. (4 spp.)
  21. Cheirostylis Blume (52 spp.)
  22. Zeuxine Lindl. (80 spp.)
  23. Hetaeria Blume (26 spp.)
  24. Rhomboda Lindl. (26 spp.)
  25. Vrydagzynea Blume (42 spp.)
  26. Odontochilus Blume (72 spp.)
  27. Anoectochilus Blume (47 spp.)
  28. Aenhenrya Gopalan (1 sp.)
4. Subtribus Galeottiellinae Salazar & M. W. Chase
  1. Galeottiella Schltr. (1 sp.)
5. Subtribus Manniellinae Schltr.
  1. Manniella Rchb.f. (2 spp.)
6. Subtribus Discyphinae Salazar & van den Berg
  1. Discyphus Schltr. (1 sp.)
7. Subtribus Cranichidinae Lindl. ex Meisn.
  1. Prescottia Lindl. (24 spp.)
  2. Galeoglossum A. Rich. & Galeotti (3 spp.)
  3. Stenoptera C. Presl (6 spp.)
  4. Gomphichis Lindl. (35 spp.)
  5. Porphyrostachys Rchb.f. (2 spp.)
  6. Solenocentrum Schltr. (4 spp.)
  7. Pseudocentrum Lindl. (16 spp.)
  8. Baskervilla Lindl. (11 spp.)
  9. Ponthieva R. Br. (73 spp.)
  10. Pterichis Lindl. (45 spp.)
  11. Cranichis Sw. (91 spp.)
  12. Fuertesiella Schltr. (1 sp.)
  13. Altensteinia Kunth (7 spp.)
  14. Aa Rchb.f. (26 spp.)
  15. Myrosmodes Rchb.f. (15 spp.)
8. Subtribus Spiranthinae Lindl. ex Meisn.
  1. Cotylolabium Garay (1 sp.)
  2. Stenorrhynchos Rich. (7 spp.)
  3. Eltroplectris Raf. (17 spp.)
  4. Mesadenella Pabst & Garay (11 spp.)
  5. Sacoila Raf. (8 spp.)
  6. Pteroglossa Schltr. (15 spp.)
  7. Skeptrostachys Garay (12 spp.)
  8. Lyroglossa Schltr. (2 spp.)
  9. Cyclopogon C. Presl (92 spp.)
  10. Hapalorchis Schltr. (15 spp.)
  11. Pelexia Poit. ex Rich. (93 spp.)
  12. Sarcoglottis C. Presl (57 spp.)
  13. Veyretia Szlach. (11 spp.)
  14. Thelyschista Garay (1 sp.)
  15. Coccineorchis Schltr. (8 spp.)
  16. Odontorrhynchus M. N. Correa (4 spp.)
  17. Sauroglossum Lindl. (11 spp.)
  18. Buchtienia Schltr. (4 spp.)
  19. Brachystele Schltr. (22 spp.)
  20. Degranvillea Determann (1 sp.)
  21. Cybebus Garay (1 sp.)
  22. Eurystyles Wawra (24 spp.)
  23. Lankesterella Ames (11 spp.)
  24. Quechua Salazar & L. Jost (1 sp.)
  25. Nothostele Garay (2 spp.)
  26. Spiranthes Rich. (40 spp.)
  27. Dichromanthus Garay (2 spp.)
  28. Deiregyne Schltr. (26 spp.)
  29. Svenkoeltzia Burns-Bal. (3 spp.)
  30. Sotoa Salazar (1 sp.)
  31. Aulosepalum Garay (10 spp.)
  32. Beloglottis Schltr. (7 spp.)
  33. Espinhassoa Salazar & J. A. N. Bat. (2 spp.)
  34. Mesadenus Schltr. (5 spp.)
  35. Funkiella Schltr. (14 spp.)
  36. Microthelys Garay (1 sp.)
  37. Schiedeella Schltr. (16 spp.)
  38. Greenwoodiella Salazar, Hern.-López & J. Sharma (3 spp.)
  39. Physogyne Garay (3 spp.)
  40. Pseudogoodyera Schltr. (2 spp.)
  41. Aracamunia Carnevali & I. Ramírez (1 sp.)
  42. Helonoma Garay (4 spp.)
  43. Kionophyton Garay (2 spp.)